# Exocentrus procerulus
Exocentrus procerulus är en skalbaggsart som beskrevs av Holzschuh 1984. Exocentrus procerulus ingår i släktet Exocentrus och familjen långhorningar.
Artens utbredningsområde är Nepal. Inga underarter finns listade i Catalogue of Life.